# Квацо (Верчели)
Квацо је насеље у Италији у округу Верчели, региону Пијемонт.
Према процени из 2011. у насељу је живело 25 становника. Насеље се налази на надморској висини од 368 м.